# Le Mesnil-Germain
Le Mesnil-Germain és un antic municipi francès situat al departament de Calvados i a la regió de Normandia. L'any 2018 tenia 262 habitants. Des del 1r de gener de 2016 es va integrar en el municipi nou de Livarot-Pays-d'Auge com a municipi delegat. En reunir vint-i-dos antics municipis, aquest municipi nou és el més gros de tots els municipis nous de França.

## Demografia
El 2007 la població era de 243 persones. Hi havia 100 famílies i 128 habitatges: 99 habitatges principals, 24 segones residències i 5 desocupats. Tots els habitatges eren cases.

La població ha evolucionat segons el següent gràfic:

## Economia
El 2007 la població en edat de treballar era de 164 persones, 122 eren actives i 42 eren inactives. Hi havia sis empreses, una empresa de fabricació industrial, i uns comerços i serveis de proximitat. L'any 2000 hi havia 20 explotacions agrícoles que conreaven un total de 649 hectàrees.